# Martin Mikuláš (pedagog)
Martin Mikuláš (* 12. ledna 1983) je český lingvista, lingvodidaktik a soudní překladatel anglického jazyka.
Vystudoval matematiku a anglický jazyk na Karlově univerzitě. Je autorem původních českých učebnic cizích jazyků se zaměřením na odborný jazyk. Doktorát získal na Karlově univerzitě po obhajobě studie o způsobech vyjadřování futurity v odborném ekonomickém textu, založené na vlastním modelu temporálního systému angličtiny.
Je členem výkonného výboru UNIcert Language Units in Central Europe (UNIcert LUCE) a spoluautorem učebnic matematiky používaných na školách v USA.

## Publikace
- KŘEPINSKÁ, Alexandra, BUBENÍKOVÁ, Miluša a MIKULÁŠ, Martin. Angličtina pro studenty MFF UK. Vyd. 1. Praha: Matfyzpress, 2013. 2 sv. ISBN 978-80-7378-241-2.
- MIKULÁŠ, Martin. Introduction to English in ICT. Vyd. 1. Praha: Vysoká škola manažerské informatiky a ekonomiky, 2010. 161 s. ISBN 978-80-86847-46-7.